# 福島県道194号金谷川停車場石内線
福島県道194号金谷川停車場石内線（ふくしまけんどう194ごう かなやがわていしゃじょういしうちせん）は、福島県福島市内にある一般県道である。

## 概要
- 起点：福島市松川町関谷字割石
- 終点：福島市松川町水原字上台（交点）
- 総延長：3.063 km[1]
  - 実延長：総延長に同じ
- 路線認定年月日：1959年8月31日[2]

### 道路施設
新金谷川こ線橋
- 全長：55 m
- 幅員：13 m
- 竣工：1962年[3]

松川町関谷字割石から字高並に至り、JR東北本線を渡る。
関谷橋
- 全長：62.5m
- 幅員：9.4m
- 竣工：1973年[4]

松川町関谷字中田、字日向から字沼平、字井戸窪に至り、東北自動車道を渡る。

## 通過する自治体
- 福島市

## 接続路線
- 福島県道193号金谷川停車場線（松川町関谷字割石 起点）
- 福島県道148号水原福島線（松川町水原字上台 終点）

## 沿線
- JR東北本線金谷川駅
- 水原神社